# Кокс Чамберс, Энн
Энн Бо Кокс Чамберс (англ. Anne Beau Cox Chambers; 1 декабря 1919 года — 31 января 2020 года) — американский медиа-владелец, дипломат и филантроп, которая служила послом США в Бельгии с 1977 по 1981 год. Вместе со своей сестрой Барбарой Кокс Энтони она была совладельцем частного семейного конгломерата Cox Enterprises. Её состояние оценивается Forbes в 17 миллиардов долларов.

## Биография
Энн Бо Кокс Чамберс родилась в Дейтоне, Огайо. Она была дочерью Джеймса М.Кокса, газетного издателя и политика, кандидата в президенты от Демократической партии в 1920 году, и его второй жены Маргаретты Паркер Блэр. Она училась в школе для девочек Hacienda Del Sol в Тусоне, штат Аризона, вместе с внучками Вудро Вильсона. Позже она посещала школу мисс Портер в Фармингтоне , Коннектикут, и Финч-колледж в Нью-Йорке.

## Карьера
В 1974 году, после смерти их брата, Джеймса М. Кокса (известного как «Джим-младший»), Чамберс и её сестра Барбара Кокс Энтони получили контрольный пакет акций семейной компании. В том же году Чамберс стала председателем газеты Atlanta Newspapers. Энтони стала председателем Dayton Newspapers, а её муж Гарнер Энтони стал административным главой Cox Enterprises. В 1988 году сын Энтони Джеймс Кокс Кеннеди стал председателем и главным исполнительным директором. Отныне Чамберс оставался близким консультантом по вопросам повседневной деятельности компании.
Чамберс была назначена послом в Бельгии президентом США Джимми Картером, и этот пост она занимала с 1977 по 1981 год. Она была директором совета директоров The Coca-Cola Company в 1980-х годах и была первой женщиной в Атланте, которая работала в качестве специалиста. директор банка (Fulton National Bank). Она также была первой женщиной в Атланте, назначенной в правление торговой палаты города.
Чамберс была председателем Atlanta Newspapers и служила директором Cox Enterprises, крупной медиа-компании, в которую входят газеты, телевидение, радио, кабельное телевидение и другие предприятия.

## Благотворительность
Чамберс также поддерживала многочисленные культурные и образовательные благотворительные организации, особенно связанные с искусством и международными отношениями. Она служила в правлении Ботанического сада Атланты, в исторического общества Атланты и Центра искусств Вудрафф, а также в правлении музея Метрополитен, Фонда Пастера и Музея Уитни в Нью-Йорке. В 2003 году она была избрана членом Американской академии искусств и наук. В 1983 году она получила степень почётного доктора права Университета Оглторп. После службы в Бельгии она получила французскую награду Орден Почетного легиона.

## Личная жизнь
Чамберс была замужем за Луи Дж. Джонсоном, от которого у неё было две дочери, Кэтрин и Маргаретта. Брак закончился разводом. В 1955 году она вышла замуж за Роберта Уильяма Чамберса, от которого у неё родился сын Джеймс.

## Смерть
Чамберс умерла в своем доме в Атланте 31 января 2020 года в возрасте 100 лет по естественным причинам. Конгрессмен Картер из Джорджии внёс памятную записку в Протокол Конгресса 11 февраля 2020 года.